# Větrný mlýn (Rozstání)
Větrný mlýn holandského typu se nachází v obci Rozstání, okres Prostějov. Byl zapsán do Ústředního seznamu kulturních památek ČR.

## Historie
Větrný mlýn stojí v nadmořské výšce 565 m jako součást hospodářské usedlosti v Drahanské vrchovině. Postavil jej v roce 1874 Antonín Zukal a mlýn pak fungoval až do roku 1922. V roce 1904 jej tehdejší mlynář Rudolf Zukal přestavěl na pohon plynovým motorem (větrné kolo bylo odstraněno). Od roku 2011 slouží jako penzion.

## Popis
Mlýn je 11 m vysoký s průměrem 8,4 metru. Jedná se o třípodlažní válcovou zděnou stavbu na kruhovém půdorysu, zakončenou kuželovou střechou, krytou eternitem. Stavebním materiálem je lomový kámen, tloušťka zdi u paty věže je jeden metr. Původně byl mlýn čtyřpodlažní, ale sklepní prostory byly zasypány. Mlecí zařízení se nedochovalo. Opravy objektu, prováděné v posledních letech, jsou hodnoceny jako necitlivé.